# Спортно училище „Васил Левски“, Кюстендил
Спортно училище „Васил Левски“ e средно общообразователно училище в гр.Кюстендил, България, основано през 2001 година. Училището е с общинско финансиране. Намира се на ул. „Спартак“ № 21.

## История
Училището е основано през 2001 г. когато СОУ "Христо Ботев е преобразувано и се разделя на две учебни заведения: Спортно училище „Васил Левски“ и Пето основно училище „Христо Ботев“. Двете училища делят обща сграда.